# 建水阔叶槭
建水阔叶槭（学名：Acer amplum var. jianshuiense）为槭树科枫属下的一个变种。

## 扩展阅读
- 維基物種上的相關：建水阔叶槭